# AF2011-A1 «Second Century»
AF2011-A1 «Second Century»  (неофициально также именуемый «Twenty Eleven») — двухствольный самозарядный пистолет. Конструктивно представляет собой два пистолета Colt M1911, соединённых боковыми поверхностями в одно целое.
Его создала и выпускает оружейная компания Arsenal Firearms. На разработку этого пистолета ушло шесть месяцев работы, презентовано весной 2012 года. За один выстрел выпускает синхронно две пули. Калибр — .45 ACP (11,43 х 23 мм). Заряжается магазином на 16 патронов, он представляет собой два параллельных магазина по 8 патронов, скреплённых общим основанием и вставляемых в рукоятку как единое целое.
Был показан в фильмах 007: Спектр, Обитель зла: Последняя глава и Дэдпул 2